# Estació de Benifaió-Almussafes
L'estació de tren de Benifaió-Almussafes d'Adif està situada a l'oest del nucli urbà de la vila de Benifaió. Aquesta disposa de serveis de la línia C-2 de Rodalies València, de Renfe.
L'estació de tren de Benifaió, que data del 1852, consta d'un edifici arran de terra que dona accés a les vies. Tot i el seu nom puga donar lloc a equívocs, aquesta estació està situada a la vora oest de Benifaió, per la qual cosa només dona servei a aquest poble. Per arribar a Almussafes, situada a l'est de Benifaió, cal creuar tot el poble. També hi ha autobusos que comuniquen Benifaió amb la seua veïna de la Ribera Baixa.
L'estació de tren de Benifaió va ser inaugurada el 8 de desembre de 1852 amb el trajecte Silla-Benifaió, connectant la població de la Ribera amb València. Malgrat l'absència de marjal a Benifaió, molts llauradors d'aquesta vila tenien camps d'arròs a viles veïnes, fet que va comportar que l'estació de Benifaió fóra, fins a l'entrada en funcionament del ferrocarril Silla-Sueca-Cullera, l'estació des d'on s'enviava major quantitat d'arròs cap a València. Actualment encara hi ha un carrer de les Atarassanes a la població.

## Serveis Ferroviaris
| origen/destinació | < estació               | línia | estació > | origen/destinació                    |
| ----------------- | ----------------------- | ----- | --------- | ------------------------------------ |
| València-Nord     | Silla València-Nord [1] | C2    | Algemesí  | Xàtiva l'Alcúdia de Crespins Moixent |

[1] Estació següent o anterior als trens CIVIS